# Perruche de Brehm
Pour les articles homonymes, voir Brehm.
Psittacella brehmii
Espèce
Statut de conservation UICN

 LC  : Préoccupation mineure
Statut CITES
La Perruche de Brehm (Psittacella brehmii) est une espèce d'oiseau de la famille des Psittacidés, endémique de la chaîne Centrale (Nouvelle-Guinée).
Ce nom a été choisi par l'ornithologue Hermann Schlegel en l'honneur du zoologiste allemand Alfred Edmund Brehm (1829-1884).

## Description
Cet oiseau mesure environ 24 cm de long. Il est donc un peu plus grand que la Perruche peinte à laquelle il ressemble beaucoup. Il s'en distingue aussi par la couleur générale plus claire, par le collier jaune du mâle et par la présence de jaune sur les rayures pectorales de la femelle.

## Habitat
Il vit sur les hauts-plateaux de la Nouvelle-Guinée entre 1 500 m et 2 600 m, avec des maximums entre 1 100 et 3 800 m[réf. nécessaire].

## Répartition et sous-espèces
Quatre sous-espèces sont reconnues :
- P. b. brehmii Schlegel, 1871 — monts Arfak ;
- P. b. intermixta Hartert, 1930 — plateaux centraux la plus grande sous-espèce ;
- P. b. pallida Mayr, 1931 — sud-est de la Nouvelle-Guinée ;
- P. b. harterti Meyer, 1886 — forêts pluviales d'altitude de la Péninsule Huon la plus petite sous-espèce.